# Victor Adler
Pour les articles homonymes, voir Adler.
 Victor Adler  (écrit également Viktor) est un médecin et homme politique autrichien, né le 24 juin 1852 à Prague (actuelle République tchèque) et mort le 11 novembre 1918 à Vienne. Fondateur en 1888 du Parti ouvrier social-démocrate d'Autriche (SAPÖ), il le préside jusqu'à sa mort. Il participe en 1889 à la création de la IIe Internationale, dont il reste un des membres les plus influents.

## Années de jeunesse
Victor est l'aîné des cinq enfants du négociant juif Salomon Markus Adler et de sa femme Johanna (née Herzl). Salomon, originaire du shtetl Lipnik (aujourd'hui Lipník nad Bečvou) en Moravie où son père est tailleur, étudie à Prague, puis déménage (lorsque Victor a 3 ans) dans le quartier juif de Vienne, Leopoldstadt. Ses entreprises deviennent florissantes et il acquiert de nombreux biens immobiliers. Victor fait ses études au Schottengymnasium, collège catholique qui ne compte qu'un petit nombre d'élèves d'origine juive.
Il étudie ensuite la chimie, puis la médecine de 1872 à 1881 à l'Université de Vienne ; il devient ensuite l'assistant du psychiatre Theodor Meynert qui milite pour améliorer les conditions de vie des malades dans les asiles psychiatriques.
En 1878, Victor Adler épouse Emma Braun (1858-1935), la sœur du journaliste et écrivain Heinrich Braun, et leur premier fils, Friedrich Adler, nait en 1879.

## Du nationalisme pangermaniste à la démocratie sociale
Comme étudiant, Adler, influencé par les écrits de Friedrich Nietzsche, s'inscrit à la Burgenschaft Arminia dont le nom renvoie au chef germain Arminius (Hermann) et annonce la tendance Deutsch National (national-allemand) de cette confrérie.
En 1882, au Congrès de Linz, Victor Adler (avec ses amis Engelbert Pernerstorfer et Heinrich Friedjung) seconde Georg von Schönerer, figure charismatique du mouvement pangermaniste, pour structurer la politique de ce mouvement qui tend à allier l'aspiration à la démocratie, un anticapitalisme violent et la défense des intérêts allemands.
Adler se détache du mouvement de von Schönerer lorsque l'antisémitisme de celui-ci se déclare trop ouvertement.
Dans sa pratique de médecin, Adler choisit de soigner les plus démunis dans la maison héritée de son père, au 19 Berggasse (où Sigmund Freud emménagera en 1891). 
S'intéressant aux conditions des travailleurs et au système d'assurances dans les entreprises, Adler demande à devenir inspecteur du travail à Vienne, et fait des voyages d'étude en Allemagne, Suisse et Angleterre. Il rencontre Friedrich Engels, August Bebel et Wilhelm Liebknecht et reste lié toute sa vie par une profonde amitié aux deux premiers.
Victor Adler fonde en 1886 le journal Gleichheit d'inspiration marxiste et en 1889, le journal Arbeiter-Zeitung qui devient quotidien en 1895. Il est emprisonné à diverses reprises entre 1887 et 1900 pour ses activités politiques.

## Fondation du Parti ouvrier social-démocrate
Les ouvriers commencent à s'organiser dans l'Empire austro-hongrois pendant la Révolution de 1848 et divers mouvements socialistes émergent ensuite, stimulés par la modernisation et le développement de l'industrie (en particulier, en Bohême). Ces premières associations sont davantage influencées par le socialisme allemand et les idées de Ferdinand Lassalle que par celles de Karl Marx. Elles obtiennent le droit de grève en 1870. Ensuite, une scission a lieu entre la tendance libérale (die Gemässtige) et la tendance radicale marxiste (die Radikale), cette dernière rejetant le parlementarisme.
Victor Adler réussit à concilier ces deux tendances au Congrès de Hainfeld en 1888 et devient officiellement le leader incontesté du Parti ouvrier social-démocrate (SAPÖ) jusqu'à sa mort en 1918. Le mérite essentiel du nouveau parti, confronté au problème d'un État multinational, est de rechercher, dans le cadre du régime impérial de François-Joseph Ier, une solution respectant la culture de chaque État.
En 1903, Lev Bronstein qui a vingt-trois ans, qui vient de s'évader d'un camp russe en Sibérie où il était détenu pour son appartenance à un cercle marxiste, et qui voyage avec l'identité d'une personne décédée du nom de Léon Trotsky, vient se mettre sous sa protection à Vienne. Il lui fait bon accueil, le convie à dîner chez Sigmund Freud qui habite un appartement à la même adresse sur la Bergstrasse, et l'envoie avec de l'argent pour un an se réfugier à Londres chez Monsieur et Madame Richter, nom sous lequel Lénine et sa femme vivent clandestinement à Londres.
En 1905, Adler devient député du parlement autrichien à Vienne où il est un des principaux promoteurs du suffrage universel (acquis en 1907).
Adler est soucieux de maintenir la « flamme révolutionnaire » dans les masses mais il fait le choix d'une politique attentiste (Politik des Abwarten), ce qui lui est parfois reproché.
En juillet 1889, à Paris, à l'initiative de Friedrich Engels, la IIe internationale est fondée. Victor Adler en devient un des dirigeants influents.

## Montée du nationalisme en 1914
Le problème du maintien de la paix est une constante préoccupation des social-démocraties et de la Seconde Internationale. La déclaration de guerre signe la fin de l'internationalisme socialiste. L'allégeance à la nation allemande l'emporte sur les convictions internationalistes de Victor Adler, et comme la plupart des membres de la Seconde Internationale, il vote les crédits de la guerre.
Une dernière réunion de l'Internationale à Bruxelles (juillet 1914) oppose la majorité des dirigeants aux pacifistes comme Jean Jaurès et Friedrich Adler. Ce dernier, qui a été un des secrétaires du parti de son père, préfère donner sa démission.
En octobre 1916, Friedrich Adler assassine, en tirant à bout portant, le ministre-président comte Stürgkh, responsable selon lui de la poursuite de la guerre et du muselage du parlement. Le Parti ouvrier social-démocrate condamne cet acte de terrorisme individuel totalement étranger à l'idéologie marxiste dont le mouvement se réclame. Victor Adler tente, en vain, de persuader le tribunal que cet acte a été commis dans un moment de folie (la mère de Friedrich, Emma, a souffert de troubles psychiatriques et sa sœur était internée à l'hôpital psychiatrique Am Steinhof de Vienne).
Friedrich est jugé par un tribunal d'exception et condamné à la peine de mort. L'empereur Charles, ayant succédé à François-Joseph (décédé le 22 novembre 1916), commue la peine en 18 ans de prison. Il est amnistié en 1918.

## Première République d'Autriche
Les défaites militaires de 1918 amenèrent les différentes nationalités de l'Empire à constituer des gouvernements provisoires reconnus par les Alliés, fondations des futurs États correspondants.
Adler participe aux fondations de  la future République en Autriche et devint ministre des Affaires extérieures du gouvernement provisoire. Il préconise le rattachement à l'Allemagne (Anschluss).
Cardiaque, Victor Adler meurt le 11 novembre 1918, quelques jours après l'armistice mettant un terme à la participation autrichienne au conflit. La Première République d'Autriche est présidée par le social-démocrate Karl Renner.